# Typ Bydgoski (tramwaj)
Typ Bydgoski – tramwaj produkowany przez MZK Bydgoszcz w latach 1949-1955 i 1953-1954.

## Typ Bydgoski I
Typem I określa się serię zbudowaną w latach 1949-1955 na bazie Herbrandów. Nadwozie było opływowe, z beczkowym dachem. W części pasażerskiej znalazło się po pięć okien. Kilka wagonów zostało zbudowanych jako jednokierunkowe. Pierwszy powstał pojazd numer 18 (pojazdy dziedziczyły numery po Herbrandach z których powstawały), później 3 i 4 (także jednokierunkowe), 23, 21, 29 (dwukierunkowe) i 7, 17, 37. W pojazdach jednokierunkowych ławki były pojedyncze, ustawione w kierunku jazdy. Pierwsze pojazdy posiadały pałąk rolkowy, później pantograf tradycyjny. Przechodziły modernizacje: przerabiano je na dwukierunkowe, wymieniano pantografy, okna pełne na dzielone oraz uchylane, oraz zamontowano drzwi. Pierwszy model wyruszył na ulice Bydgoszczy 1 maja 1950 roku, a kolejne dwa wagony tramwajowe tego typu wybudowano do końca roku.
Tramwaje typu Bydgoskiego I były wycofywane od 1959 roku – 3 wagony 7, 17 37 zostały zastąpione przez Konstale. W 1966 wycofano 4 wagony (dwa przerobiono na gospodarcze), w 1967 dwa wagony, zaś w 1968 wycofano ostatnie dwa wagony. Jednak kilka z nich przetrwało jako gospodarcze do połowy lat 70. – jeden (z numerem 426) w 1988 roku został przerobiony na wagon historyczny Herbrand.

## Typ Bydgoski II
Typ II został zaprojektowany w 1953 roku. W 1951 w Bydgoszczy pojawił się pierwszy wagon Konstal N, postanowiono stworzyć podobny pojazd na bazie Herbrandów i doświadczeń zdobytych przy konstruowaniu typu I. Już w lutym 1953 roku trafił do ruchu numer 13, 1 maja numer 16 i później 35 i w 1954 roku – numer 8. Wszystkie pojazdy (oprócz 35) były dwukierunkowe. Przy każdej ścianie była jedna długa).
W 1954 roku został wycofany numer 8, zaś w 1957 roku trzy pozostałe. Z wagonu 16 stworzono doczepę numer 68 zaś z numeru 13 lub 35 stworzono tak zwany wagon nauki jazdy, który służył do 1974 roku.